# Diadema de Caravaca de la Cruz
La diadema de Caravaca de la Cruz es una diadema de oro perteneciente a la cultura argárica (Bronce Medio), datada entre el 1500 y 1300 a. C. Esta pieza de orfebrería se encuentra en el Museo Arqueológico Nacional de España con el inventario número 33114 desde el año 1925. Fue hallada en la localidad de Caravaca de la Cruz (Región de Murcia).

## Hallazgo
Se trata de la única pieza conocida de oro de estas características de la cultura argárica, a pesar de que en yacimientos del mismo lugar efectuados por Luis Siret fueron encontradas otras cuatro diademas similares aunque realizadas en plata y completamente lisas. Esta joya fue encontrada por un agricultor cuando estaba realizando sus labores del campo en un lugar conocido como Estrecho de la Encarnación en el término municipal de Caravaca de la Cruz.

## Descripción
Pertenece al ámbito funerario ya que se supone que perteneció a un enterramiento femenino, que solían constar de piezas cerámicas y objetos de adorno. Se trata de una pieza excepcional, pues la cultura argárica empleó fundamentalmente la plata. No obstante, a medida que avanza la Edad del Bronce, el uso del oro es creciente.